# Дуня (фильм, 1955)
«Дуня» (нем.: Dunja) — австрийский цветной фильм 1955 года режиссёра Иозефа фон Баки по мотивам повести А. С. Пушкина «Станционный смотритель».

## Сюжет
Красавица Дуня — дочь станционного смотрителя в российской глубинке. Отец не нарадуется на Дуню, на которой держится все небогатое хозяйство. Когда на почтовой станции останавливается офицер Минский, Дуня очарована его рассказами о жизни в Санкт-Петербурге. Она уезжает с офицером. Минский обещает её отцу, что женится на ней позже. Потеряв дочь, старик отец заболевает от горя. Поправившись, он отправляется в Петербург искать Дуню. 

## В ролях
- Эва Барток — Дуня
- Иван Десни — Минский
- Карлхайнц Бём — Митя
- Вальтер Рихтер — отец Дуни
- Мария Литто — Маша
- Ева Цильхер — Лиза
- Отто Вёгерер — Сергей
- Эрнст Ягер — Осип
- Вальдемар Ляйтгеб — князь Влов
- Ханнес Шиль — Алексей
- Бруно Даллански — Пётр
- Отто Шенк — Саша

## Съёмки
Съёмки велись в киностудии Vienna-Film и на открытом воздухе в Вене и её окрестностях, а также в Бургенланде.

## Критика
Ретроспективно фильм по-разному характеризуется, для «Lexikon des internationalen Films» это «внешне грубый римейк фильма „Почтмейстер“ (1940)», «Cinema» пишет, что сценарист превратил сюжет романа «в китч» и «так мировая литература банализируется» , а «Prisma» говорит о фильме как о «душевно поставленной мелодраме».